# Syque Caesar
Quazi Syque Caesar (bengalisch শাইক সিজার / কাজী শাইক সিজার; geb. 22. August 1990 in West Palm Beach, Florida) ist ein ehemaliger US-amerikanisch-bangladeschischer Geräteturner und Turntrainer. Er trat bei den Olympischen Sommerspielen 2012 in London an und war Kapitän des Turnteams der Michigan Wolverines. Später war er Assistenztrainer bei Stanford Cardinal und Cheftrainer für das Gymnastics Athlete Resident Program des United States Olympic & Paralympic Committee Training Center bis zu dessen Auflösung 2022. Er ist Trainer bei EVO Gymnastics.

## Leben
Caesar wurde am 22. August 1990 in West Palm Beach, Florida, geboren, als Sohn von Immigranten aus Bangladesch. Er wuchs in Port Saint Lucie, Florida auf. 2008 ging er an die University of Michigan. Er turnte für die Michigan Wolverines von 2009 bis 2012. In seinem zweiten Universitätsjahr 2010 führte er das Team in die NCAA Team Championship. 2011 wurde er Co-Captain des Teams und gewann die Big-Ten-Conference-Championship am Barren.

## Karriere
Caesar hat sowohl die US-amerikanische als auch die bangladeschische Staatsbürgerschaft und trat für Bangladesch in internationalen Wettkämpfen an. Bei den South Central Asian Gymnastics Championships im Dezember 2011 trat Caesar für Bangladesch an und gewann am Barren die erste Goldmedaille für Bangladesch bei einem internationalen Wettkampf. Er gewann außerdem Silber im Sprung und Bronze am Boden und im Mehrkampf. Im Daily Star, Bangladeschs größter englischsprachiger Zeitung, wurde er „Golden Syque“ genannt.
Im April 2012 wurde Caesar ausgewählt, Bangladesch bei den Olympischen Sommerspielen 2012 in London zu vertreten. Caesars Zimmergenosse und Teamkollege aus Michigan, Sam Mikulak, wurde ebenfalls ausgewählt, bei den Olympischen Spielen 2012 als Vertreter der Vereinigten Staaten anzutreten. Caesar nahm auch an den Commonwealth Games 2014 in Glasgow teil.

## Trainer
Ende 2021 wurde Caesar zum Cheftrainer des Gymnastics Athlete Resident Program des United States Olympic & Paralympic Committee Training Center ernannt.